# Douglas Aguillar
Douglas Aguillar (Santos, 14 de maio de 1983) é um diretor cinematográfico, publicitário, produtor e ex-ator brasileiro. Em 2010 fundou a Gogacine Produções, a qual tem dirigido diversos comerciais e videoclipes, incluindo C&A, Seda, Wella, Kaiser, L'Oréal, GVT e Volkswagen. Em 2012 também ingressou como diretor na O2 Filmes.

## Carreira
Em 1991, aos sete anos, estreia na minissérie Grande Pai como Thiago. Em 1994 interpreta Roberto na novela Éramos Seis. Em 1995 entra para o elenco de Sangue do Meu Sangue como Maurício, filho da personagem de Lucélia Santos. Em 1998 assina com a Rede Globo e participa do especial de final de ano Sandy & Júnior, interpretando Mau. Em 1999, após o especial ser transformado em seriado fixo na grade do canal, o personagem foi lapidado e ganhou tons cômicos, ficando no elenco até o final da terceira temporada. Na mesma época estreou no teatro no musical Tutti-Frutti: O Musical, contracenando com parte do elenco do seriado. Em 2002, quando o seriado passou a ser gravado no Rio de Janeiro e parte do elenco foi dispensado, Douglas passou para o SBT, onde interpretou Filipe em Marisol. Em 2003 dividiu o palco com Carlo Briani na peça teatral Tal Pai, Tal Filho, a qual se apresentou por dois anos.
Em 2005, após ter se formado na faculdade, começou a trabalhar como diretor na empresa Margarida Filmes, onde filmou uma série de comerciais. No final de 2008 deixou a produtora após o convite do SBT para a novela Revelação, interpretando Ricardo Guerra. Em 2009 integra o elenco de Vende-se um Véu de Noiva como o picareta atrapalhado Marujo, seu último papel antes de deixar a atuação. Em 2010 funda sua própria empresa, Gogacine Produções, a qual tem dirigido comerciais para grandes empresas como C&A, Seda, Wella, Kaiser, L'Oréal, GVT e Volkswagen. Em 2011 assina a dirição e produção do DVD Manuscrito Ao Vivo, de Sandy. Em 2012, paralelamente, também trabalha na direção da O2 Filmes. No mesmo ano faz a edição do curta-megragem De Outros Carnavais, que foi indicado ao Festival Curta nas Telas. Em 2013 foi o responsável pela divulgação, cobertura e gravação dos festivais de música Lollapalooza e Planeta Terra Festival.  Em 2017 foi responsável por dirigir a abertura do Dancing Brasil.

## Vida pessoal
Em 2001 ingressou na faculdade de publicidade e propaganda na Universidade Paulista (UNIP), onde veio a se formar em 2004. Durante este período foi artilheiro do time de futebol da universidade, a Atlética UNIP. Em 29 de junho de 2013 se casou com Roberta Covre, diretora de marketing da revista Caras.

## Direção e produção
| Ano  | Título                               | Artista                 | Cargo              |
| ---- | ------------------------------------ | ----------------------- | ------------------ |
| 2011 | Manuscrito Ao Vivo                   | Sandy                   | Diretor / Produção |
| 2014 | Favela Brasil 2: Soldado do Samba    | Leandro Sapucahy        | Diretor            |
| 2014 | Família Lima 20 Anos                 | Família Lima            | Diretor            |
| 2016 | Espalhe Amor - Ao Vivo               | Maria Cecília & Rodolfo | Diretor            |
| 2018 | Nós, Voz, Eles                       | Sandy                   | Diretor            |
| 2019 | Churrasco do Teló                    | Michel Teló             | Diretor            |
| 2019 | De Copo e Alma                       | Paula Mattos            | Diretor            |
| 2020 | Nossa História: Ao Vivo em São Paulo | Sandy & Junior          | Diretor            |

| Ano  | Título                     | Cargo   |
| ---- | -------------------------- | ------- |
| 2020 | Sandy & Junior: A História | Diretor |

| Ano  | Título                         | Artista              | Cargo   |
| ---- | ------------------------------ | -------------------- | ------- |
| 2010 | "A Resposta"                   | Família Lima         | Diretor |
| 2011 | "Dirty Old Man"                | Sunset               | Diretor |
| 2013 | "Flashdance... What a Feeling" | Sofia Milek          | Diretor |
| 2013 | "Blue Tuesday"                 | Rodrigo Pitta        | Diretor |
| 2014 | "Canto de Ossanha"             | Rodrigo Pitta        | Diretor |
| 2014 | "Lobos"                        | Conrado & Aleksandro | Diretor |
| 2015 | "Tell the World"               | Sofia Milek          | Diretor |

| Ano  | Título              | Cargo              |
| ---- | ------------------- | ------------------ |
| 2012 | De Outros Carnavais | Editor             |
| 2014 | Conexão Rio         | Diretor / Produtor |

| Ano     | Título          | Artista     | Cargo   |
| ------- | --------------- | ----------- | ------- |
| 2010    | Dexterz Live    | Dexterz     | Diretor |
| 2010–12 | Manuscrito Tour | Sandy       | Diretor |
| 2011    | Turnê Saudade   | Banda Trupe | Diretor |

## Filmografia

### Televisão
| Ano     | Título                   | Personagem                     | Nota                    |
| ------- | ------------------------ | ------------------------------ | ----------------------- |
| 1991–92 | Grande Pai               | Thiago                         |                         |
| 1994    | Éramos Seis              | Roberto Amaral Bueno           |                         |
| 1995    | Sangue do Meu Sangue     | Maurício Lopes                 |                         |
| 1998–01 | Sandy & Junior           | Maurício Gusmão Quaresma (Mau) | Temporada 1–3           |
| 2002    | Marisol                  | Filipe Dornellas               |                         |
| 2008    | Revelação                | Ricardo Guerra                 |                         |
| 2009    | Vende-se um Véu de Noiva | Lucio Salvador (Marujo)        |                         |
| 2014    | (Des)encontros           | Felipe                         | Episódio: "Lara e Gael" |

### Cinema
| Ano  | Título             | Personagem  |
| ---- | ------------------ | ----------- |
| 1998 | Caminho dos Sonhos | David Trava |

### Videoclipes
| Ano  | Título          | Personagem | Notas                 |
| ---- | --------------- | ---------- | --------------------- |
| 2012 | "Aquela dos 30" | Sandy      | Participação especial |

## Teatro
| Ano     | Título                  | Personagem |
| ------- | ----------------------- | ---------- |
| 2000    | Tutti-Frutti: O Musical | Suvako     |
| 2003–05 | Tal Pai, Tal Filho      | Cláudio    |